# Erik Svensson (konstnär)
Karl Erik Svensson, född 22 januari 1922 i Ulrika, Östergötlands län, död 29 maj 2004 i Hägersten, var en svensk målare. Han är son till lantbrukaren Viktor Svensson och Annas Andersson och från 1944 gift med Anna Klein-Svensson.
Han studerade vid Kungliga konsthögskolan 1940–1946 och genom självstudier under resor till Norge och upprepade gånger till Frankrike. Han tilldelades ett stipendium från Östgöta konstförening 1949 och 1951 samt ett stipendium ur Rosencrantzska fonden vid Konstakademien 1959.
Hans konst består bl. a. av halvabstrakta dekorativa kompositioner utförda i olja.
Separat ställde han bland annat ut på Konstakademien och Galerie S:t Nikolaus i Stockholm. Tillsammans med Gun Setterdahl och Alf ten Siethoff ställde han ut på Galleri Brinken i Stockholm 1950 och tillsammans med Allan Runefelt på Färg och Form 1952. Han medverkade i samlingsutställningar med Sveriges allmänna konstförening på Liljevalchs konsthall, Liljevalchs Stockholmssalonger 1963–1966 och flera av Östgöta konstförenings utställningar sedan början av 1960-talet.
Bland hans offentliga arbeten märks dekorativa arbeten för Gröndalsskolan och i tidigare biografen Galjonen i Gröndal i Stockholm, en keramikvägg i Stadsmissionens (tidigare Systembolagets) affär på Hantverkargatan 78(?) och i KFUKs lokal på Brunnsgatan. Svensson är även representerad vid Moderna museet i Stockholm.